# Transpadana ferrarese
La Transpadana ferrarese (Transpadana Frarésa in dialetto ferrarese,  Transpadana Ferarexe in dialetto polesano) è una regione storica di circa 370 km² costituita da una serie di località sulla sponda sinistra del fiume Po storicamente legate alla città di Ferrara, che si trova invece sulla sponda opposta del fiume, e che oggi si trovano in provincia di Rovigo, nel Veneto.
Geograficamente, la Transpadana corrispondeva a due zone comprese tra il fiume Tartaro e il Po.
La prima zona si trova esattamente di fronte a Ferrara e corrisponde ai comuni rivieraschi compresi tra Melara e Canaro, includendo fra gli altri Bergantino, Ceneselli, Castelmassa, Castelnovo Bariano, Calto, Salara, Ficarolo, Gaiba, Stienta, Occhiobello (strettamente legato alla periferia di Ferrara) e parte di altri comuni tra cui Fiesso Umbertiano, Trecenta.
La seconda zona comprendeva gli attuali comuni di Crespino, Papozze, Ariano nel Polesine, Corbola, parte del comune di Adria e Villanova Marchesana.
Il nome è composto dal prefissoide "trans-" che significa "al di là" e da "padana" che è l'aggettivo riferito al fiume Po; significa dunque "territorio ferrarese al di là del Po", considerato dal punto di vista del capoluogo emiliano.

## Storia della Transpadana Ferrarese

### Origini
Nei secoli medievali tutto il Polesine rientrava nell'orbita ferrarese, come parte del più vasto sistema di possedimenti dei conti di Canossa, che comprendevano anche le zone dell'Oltrepò mantovano, del modenese e del reggiano.
Alla morte di Matilde di Canossa la città di Ferrara mantenne il controllo sul Polesine anche perché le origini della stessa Ferrara e il suo sviluppo successivo sono strettamente legati al Po e al controllo dei commerci fluviali nella zona del delta.
La rotta di Ficarolo attorno alla metà del XII secolo allontanò il ramo principale del Po dalla città spostandolo più a nord. La casa d'Este, al potere a Ferrara dal XIII secolo, mantenne il legame tra la città e il Polesine.

### Dal 1484 al 1815

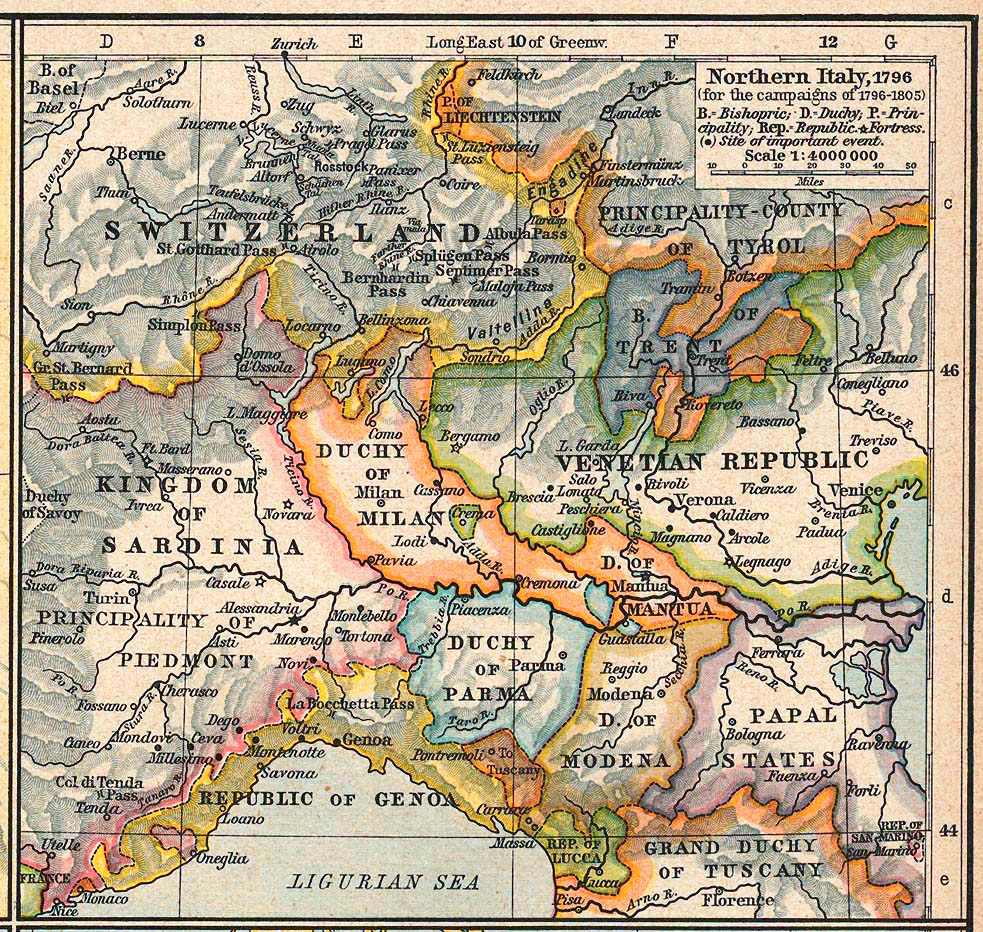
Una cartina geografica dell'Italia settentrionale nel 1796 in cui si vedono le due zone in riva sinistra del Po che facevano parte della Transpadana Ferrarese

Ciononostante ben presto il territorio entrò nelle mire della Repubblica di Venezia, la cui politica di espansione in terraferma era dovuta anche alla necessità di controllare il bacino idrografico del delta padano.
La contesa tra il Ducato di Ferrara, guidato dalla Signoria degli Estensi, e la Repubblica di Venezia per il controllo del Polesine sfociò infine nella Guerra del Sale (1482-1484).
La pace di Bagnolo (7 agosto 1484) sancì il definitivo controllo da parte della Serenissima della maggior parte del Polesine detto di Rovigo, che non comprese il territorio rimasto agli estensi e che venne quindi chiamato Transpadana Ferrarese.
Il confine della prima zona fu posto sul canale di Ostiglia a ovest, sul Tartaro a nord e sul Poazzo a est. Alcune località polesane furono separate in due. Questa situazione è presente ancora oggi nei toponimi Guarda Veneta e Guarda Ferrarese, ad esempio.
La Transpadana rimase parte del Ducato di Ferrara (che dal 1598 rientrò a far parte dei domini diretti dello Stato della Chiesa) fino alla riorganizzazione territoriale operata da Napoleone, che nel 1796 ridisegnò i confini dei dipartimenti territoriali di questa regione; il Trattato di Campoformio tenne come confine il Po dalla Fossa Polesella fino alla foce, seguendo il corso del ramo principale o "Po Grande", inglobando la seconda zona della Transpadana nella provincia di Rovigo che passò, con tutto il Veneto, sotto l'Austria.
La prima zona passò invece, con tutto il territorio di Ferrara, nella Repubblica Cisalpina.
Nel 1802, nel corso della seconda campagna di Napoleone, il Polesine di Rovigo passò dal Veneto alla Repubblica Italiana e insieme al ferrarese, al ravennate e alla Transpadana Ferrarese costituì il Dipartimento del Basso Po.
Nel 1815 il Congresso di Vienna stabilì il percorso del fiume Po come confine tra il Regno Lombardo-Veneto e lo Stato della Chiesa, sancendo il definitivo passaggio della Transpadana Ferrarese sotto la provincia di Rovigo.
Anche la Chiesa cattolica italiana prese atto dei nuovi confini nel 1819, attuando uno scambio di territori tra la diocesi di Adria e l'arcidiocesi di Ferrara; le parrocchie della Transpadana passarono sotto la diocesi di Adria che fu posta sotto la giurisdizione metropolitica del patriarcato di Venezia.
Il confine tra le province di Rovigo e Ferrara fu poi confermato nel 1866, quando il Veneto passò all'Italia al termine della terza guerra di indipendenza.
Oggi il dialetto parlato nella Transpadana Ferrarese è ad ovest (da Santa Maria Maddalena)  quello ferrarese, retaggio del legame plurisecolare della città emiliana su questa zona di confine; più a est i dialetti tendono a mescolarsi, prevalendo man mano che ci si allontana da Ferrara sempre più un dialetto tendente alla parlata veneta.